# Helen Freeman
Helen Freeman (ur. 3 sierpnia 1886 w Saint Louis, zm. 25 grudnia 1960 w Los Angeles) – amerykańska aktorka filmowa.

## Życiorys
Urodziła się w Saint Louis jako córka Benjamina N. Freemana, bankiera. W 1932 w Ensenadzie poślubiła Edwina Corle’a.

## Wybrana filmografia
- 1930: Abraham Lincoln jako Nancy Lincoln
- 1930: Ostatnia cesarzowa jako histeryczka (niewymieniona w czołówce)
- 1933: Pieśń nad pieśniami jako panna von Schwertfeger
- 1937: Madame X jako pielęgniarka (niewymieniona w czołówce)
- 1938: Safety in Numbers jako pani Stewart
- 1944: Panna Fifi jako hrabina de Breville
- 1944: Pani Parkington jako Helen Stilham
- 1947: Duch i pani Muir jako autorka u wydawcy (niewymieniona w czołówce)
- 1948: Miłość Carmen jako właścicielka sklepu (niewymieniona w czołówce)